# Usage des navigateurs web

Part de marché des principaux navigateurs web depuis 2008, selon StatCounter.

Chronologie des navigateurs Web.

L'usage des navigateurs Web évolue. Cette évolution est la conséquence d'une compétition entre les sociétés développant ces logiciels pour dominer le marché. Elle a surtout été marquée par le combat entre Internet Explorer et Netscape Navigator (en particulier sur la plate-forme Windows) à la fin des années 1990. Durant les années 2000, le combat marquant a été celui qui opposait Internet Explorer à Mozilla Firefox.
L'arrivée de Google Chrome en 2008 et le développement du marché des smartphones ont changé la donne, celui-ci ravissant la première place à Internet Explorer en 2012. Début 2019, Google Chrome avait 61,7 % de parts de marché des navigateurs Web dans le monde, loin devant Safari (15,2 %) et Firefox (4,6 %).

## Historique

### L'ère Mosaic
Le World Wide Web a commencé à croître exponentiellement avec l'apparition du navigateur web NCSA Mosaic en 1993. Ce navigateur était gratuit et développé par le National Center for Supercomputing Applications. Il fut le plus utilisé durant un an, jusqu'à fin 1994, avec l'apparition de Netscape Navigator, développé par Netscape Communications Corporation qui a débauché la plupart des développeurs de NCSA Mosaic. Mosaic fut supplanté par Netscape Navigator en quelques mois.

### L'ère Netscape
En 1995, alors qu'Internet commence à être connu du grand public grâce au Web et au courriel, Microsoft préparait la sortie de Windows 95 en pensant que l'offre d'Internet était d'une qualité trop inégale pour le grand public. C'est ainsi que Microsoft Windows 95 fut lancé en incluant une offre commerciale de réseau censée concurrencer Internet : MSN (The Microsoft Network).
Pendant ce temps, à la suite notamment de la sortie du langage Java et à son intégration via plugin dans Netscape Navigator, Le Monde informatique commençait à sérieusement spéculer sur la possibilité de voir le web devenir une plate-forme de développement qui rende la plate-forme sous-jacente, soit le système d'exploitation, donc notamment Microsoft Windows, interchangeable. Ceci laissait penser que le monopole de fait détenu par Microsoft se transformerait en monopole de Netscape Communications Corporation. C'est pourquoi lorsqu'en août 1995 Netscape entra en Bourse à 28 dollars, l'action fut immédiatement sujette à une très forte spéculation (à la hausse).
Microsoft, au vu du succès d'Internet et de Netscape, prit conscience du danger et du potentiel du Web et lui créa un concurrent : Internet Explorer 1.0, grâce à l'acquisition d'une licence du logiciel Spyglass Mosaic (à ne pas confondre avec NCSA Mosaic).
Internet Explorer 1.0 fut alors inclus dans le « Pack Plus » (une ébauche de service pack) de Windows 95 en août 1995. La sortie d'Internet Explorer 2.0 trois mois plus tard marqua le début de la guerre des navigateurs. The Microsoft Network fut également pleinement intégré au web.

### Netscape contreInternet Explorer

Part de marché des navigateurs de 1996 à 2009.

Les versions de Netscape Navigator (Netscape Communicator plus tard) et d'Internet Explorer se succédèrent rapidement durant les quelques années qui suivirent. L'ajout précipité de fonctionnalités prit le pas sur le développement de spécifications techniques concertées, et cette guerre eut comme conséquences des logiciels instables, de faible respect des standards du Web alors naissants, de plantages fréquents, de failles de sécurité et de beaucoup d'autres dérangements pour les internautes. Internet Explorer ne fut pas compétitif avant la version 3.0 (1996) qui incluait le support de scripts et les premières implémentations commerciales des feuilles de style en cascade.
Internet Explorer 4.0 sortit en octobre 1997. Un logo géant de trois mètres représentant la lettre « e » fut créé à l'occasion de la cérémonie de lancement à San Francisco. Les employés de Netscape découvrirent ce logo géant sur la pelouse de leur lieu de travail le lendemain matin, avec un écriteau « de la part de l'équipe d'IE ». Les employés de Netscape réagirent rapidement et posèrent dessus une maquette géante de leur mascotte, un dragon, tenant une pancarte déclarant « Netscape 72, Microsoft 18 » (pour illustrer les parts de marché en pourcentage).
IE 4 fut un tournant de la guerre des navigateurs. Il était plus rapide et supportait mieux les spécifications du W3C que Netscape Navigator 4.0. Installer Internet Explorer 4.0 était considéré comme une évolution, qui permettait par exemple de jouer des fichiers de musique MP3 en arrière-plan.
Durant cette période, il était très fréquent pour les concepteurs de sites web d'afficher des logos « optimisé pour Netscape » ou « optimisé pour Internet Explorer ». Ces logos identifiaient souvent une version précise et proposaient un lien pour télécharger le navigateur « préféré » du webmestre du site Web. D'une certaine façon, ces logos reflétaient une différence entre les « standards du web » supportés par les navigateurs et précisaient quel navigateur avait été utilisé par le webmestre, afin que les pages du site web visité s'affichent correctement. D'autres fois, mais moins fréquemment, il s'agissait simplement d'une petite publicité ajoutée par un webmestre, fanboy d'un navigateur. Durant la fin des années 1990, des défenseurs de la notion selon laquelle les sites web devraient être visibles avec n'importe quel navigateur entamèrent la campagne « visible avec n'importe quel navigateur » (« Best viewed with any browser »).
Microsoft disposait de deux grands avantages dans cette guerre. Le premier était tout simplement lié aux ressources : Netscape a débuté avec 90 % de parts de marché et une bonne dose de bienveillance de la part du public internaute, mais c'était une entreprise relativement petite dont la majeure partie des revenus étaient issus d'un seul produit (le logiciel Navigator et ses dérivés) ; elle était donc vulnérable financièrement. Le produit financier total de Netscape n'a jamais dépassé les intérêts créditeurs générés par les fonds de caisse de Microsoft.
L'autre avantage de Microsoft, le plus important, était le quasi-monopole qu'il détenait sur le marché des systèmes d'exploitation et qu'il put utiliser comme levier afin d'établir IE dans une position dominante : IE était inclus d'origine dans chaque copie de Windows ; Microsoft a ainsi été capable d'augmenter ses parts de marché bien que les premières versions de IE aient été sensiblement moins performantes que Netscape. De plus, IE restait gratuit tout en profitant pour son développement et son marketing des énormes recettes de Windows. IE a ainsi pu se développer rapidement jusqu'à être équivalent à Netscape, ce qui a alors incité à l'utiliser directement (car déjà installé dans Windows), au lieu de télécharger et installer Netscape.
D'autres actions de Microsoft ont aussi été préjudiciables à Netscape, par exemple :
- Le modèle économique de Netscape consistait à offrir le navigateur, mais à vendre des applications serveur (serveur HTTP). Microsoft, ayant compris cela, attaqua Netscape sur ce terrain en fournissant le serveur web de Microsoft Internet Information Services « gratuitement » avec les versions serveur de Windows (Windows NT), et en offrant à ses clients des clones des serveurs proxy de Netscape, des serveurs de courriel, des serveurs de nouvelles (en) et d'autres applications gratuites ou à prix cassés. Cela eut peu d'effet au début, car la plupart des recettes de Netscape venaient de la clientèle des serveurs de Sun Microsystems, mais popularisa progressivement Windows NT comme logiciel serveur Internet ou Intranet, supprimant ainsi les revenus de Netscape. En outre, Microsoft interdit d'utiliser une version personnelle de Windows pour servir un nombre non négligeable de postes clients, ce qui avait pour conséquence d'interdire l'usage des serveurs HTTP concurrents sur une version de Windows moins chère que la version serveur qui contenait IIS[Quoi ?] (Windows NT).
- Microsoft créa des contrats de licence de logiciel avec les fabricants d'ordinateurs, exigeant qu'ils placent une icône de IE sur le bureau de Windows, et les pénalisant s'ils pré-installaient Netscape sur leurs ordinateurs.
- Microsoft facilita pour les petits et moyens fournisseurs d'accès Internet la réalisation de versions personnalisées d'Internet Explorer, ce qu'ils firent, sauf rares exceptions ; les utilisateurs étaient ainsi encouragés à utiliser IE et pas Netscape.
- Microsoft créa un contrat de licence avec AOL pour baser l'interface principale d'AOL sur IE plutôt que sur Netscape.
- Microsoft acquit et sortit un éditeur WYSIWYG de sites web, Microsoft FrontPage, qui avait tendance à créer des pages ayant une meilleure apparence visuelle sous IE.
- Microsoft incorpora dans IE le support des CSS et rendit IE plus tolérant que Netscape au mauvais code HTML (comme celui généré par les éditeurs HTML WYSIWYG). Ainsi certains concepteurs trouvaient plus simple d'écrire leur pages uniquement pour IE (et ajouter un message « Optimisé pour IE », où le mot optimisé était utilisé à mauvais escient) plutôt que de corriger le code HTML incompatible avec les standards du web ou de supporter la couche d'extensions de Netscape.

Ces actions eurent pour effet de « couper l'alimentation d'air de Netscape », comme l'a déclaré un cadre de Microsoft durant le procès antitrust de Microsoft (qui aboutit à la condamnation de Microsoft pour avoir utilisé sa position monopolistique en vue de manipuler le marché). Combiné à plusieurs mauvaises décisions commerciales de Netscape, cela provoqua le déclin d'utilisateurs de son navigateur, ce pour quoi la société Netscape Communications fut rachetée par America Online en 1998 pour 4,2 milliards de dollars US. Internet Explorer devint le nouveau navigateur dominant — plus que Netscape à son apogée — puisqu'il atteignait à cette époque 96 % du marché des navigateurs !
Des actions en justice ne renversèrent pas la tendance. En 1998 aux États-Unis « le ministère de la Justice et vingt États ont engagé des poursuites pour violation de la loi antitrust », il est reproché à Microsoft de favoriser son logiciel Internet Explorer de façon déloyale. Après la rupture des négociations entre le gouvernement américain et la multinationale, un procès eut lieu. Microsoft fut condamnée à être divisée, Bill Gates fit appel.
En 2001, « sur les trois principaux griefs reprochés à Microsoft, les juges n'en ont retenu qu'un seul, estimant que le groupe avait usé de pratiques agressives et anticoncurrentielles pour maintenir son monopole sur le marché des systèmes d'exploitation »,.

### L'èreInternet Explorer
La guerre des navigateurs prit fin lorsque IE cessa d'avoir des concurrents sérieux[réf. nécessaire]. Le quasi-monopole d'Internet Explorer entraîna également la fin des innovations dans ce logiciel : il n'y eut pas de nouvelle version d'Internet Explorer entre 2001 (version 6.0) et 2006 (version 7). À partir de cette période, une grande partie des nouveaux utilisateurs internautes ordinaires ignorent qu'il existe d'autres logiciels navigateurs web qu'Internet Explorer, et le confondent même parfois avec Internet lui-même.

### Une seconde guerre des navigateurs?
À la fin de 2004, la guerre a été relancée à la suite de la sortie du navigateur Firefox qui est basé sur le moteur Gecko de Netscape Navigator, projet lancé par d'anciens employés de Netscape, rejoints par une communauté de développeurs code source libre se structurant autour de la Fondation Mozilla.
En septembre 2007, après plus de 400 millions de téléchargements, Firefox a augmenté ses parts d'utilisation par rapport à IE. En Europe ce chiffre est de près de 27,7 % (le plus fort taux est de 45,4 % en Finlande) et en Océanie il a passé les 30 %.
En 2006, Microsoft n'ayant toujours pas mis à jour Internet Explorer 6 (sorti en 2001) et son obsolescence commençant à agacer les développeurs web et les responsables de sécurité, des navigateurs alternatifs modernes, respectueux des standards du Web et sécurisés tels que Firefox, Konqueror, Safari et Opera font leur apparition dans les statistiques de mesure d'audience des sites Web.

#### Alternatives
Du côté de Konqueror et de Safari, l'épisode des contributions de code par Apple à KHTML semble se diriger vers une convergence avec WebKit, utilisé également par le navigateur mobile de Nokia.
Dans le marché des mobiles et assistants, Opera semble se tailler la part du lion. D'autres initiatives existent dont Firefox Mobile de la Fondation Mozilla.

#### La réponse de Microsoft
Courant 2006 Microsoft riposte en annonçant qu'Internet Explorer 7, qui initialement ne devait être qu'une version renommée de la version 6 pour équiper d'origine Windows Vista, fonctionnerait également sur Windows XP et serait une évolution majeure.
IE 7, sorti en octobre 2006, intègre donc beaucoup de fonctions jugées essentielles, comme la navigation par onglets ou une case moteur de recherche placée à droite de la barre de navigation. Il ne comble qu'une partie des retards acquis au cours des années précédentes, mais bénéficie toujours de son monopole sur les ordinateurs personnels.

### Google Chrome

Part de marché des principaux navigateurs web depuis 2008, selon StatCounter.

En 2008, Google présente Google Chrome, qui selon AT Internet Institute (anciennement XiTiMonitor), atteint une part de marché, en Europe, proche de 2 % le jour de sortie, puis descend et se stabilise les jours suivants autour de 1 %. Google propose ainsi un navigateur qui tranche radicalement par rapport aux navigateurs dominants d'alors en présentant  une interface dépouillée et une plus grande rapidité.
En 2012, Google chrome devient le navigateur le plus utilisé devant Internet Explorer et Firefox.

## Conséquences
La guerre des navigateurs a encouragé deux attitudes spécifiques parmi ses protagonistes.
1. Fonctionnalités contre bogues : un navigateur Web se doit d'avoir plus de fonctionnalités que la concurrence ou alors il sera considéré comme « dépassé ». Du fait d'un nombre de développeurs souvent limité dans le passé, les navigateurs étaient souvent livrés avec des bogues importants.
2. Respecter les standards du Web contre en créer d'autres : un navigateur était supposé suivre les standards fixés par les comités indépendants (par exemple, en adhérant aux spécifications du HTML). Mais la compétition et l'innovation ont abouti à ce que les navigateurs étendent ces standards sans attendre l'approbation des comités, comme avec l'ajout du VBScript ou des balises < MARQUEE > ou < BLINK >. Ces balises non standards ne fonctionnaient qu'avec les navigateurs qui les implémentaient et non dans l'ensemble de ceux-ci.

Les standards du Web ont par la suite été affaiblis à cause de la domination d'une seule société (Microsoft) sur le marché des navigateurs. Plusieurs standards ne sont pas bien supportés par Internet Explorer, comme les évolutions des feuilles de style en cascade (CSS), le format d'image PNG et le XHTML. Cela a pour effet une stagnation du développement du Web et l'utilisation de techniques inutilement complexes (comme l'abus des tableaux pour la mise en page, alors qu'il est préférable d'utiliser les feuilles de style). Beaucoup de développeurs Web écrivent également leurs pages afin qu'elles fonctionnent avec les idiosyncrasies d'Internet Explorer plutôt que de coller aux standards et cela signifie que les pages ne peuvent être vues correctement qu'avec IE.
En plus de cela, IE a implémenté plusieurs extensions propriétaires, rendant beaucoup de pages incompatibles avec les autres navigateurs ou plates-formes (le VBScript et les ActiveX en sont des exemples, ainsi que les techniques DHTML spécifiques à Microsoft (qui sont clairement antérieures au standard DOM officiel mais restent néanmoins utilisées).
L'adoption quasi-universelle d'Internet Explorer a également été facteur du succès massif des vers informatiques, qui exploitent ses failles logicielles pour se propager, car plus il y a de machines exposées, plus le ver aura de facilité à infecter des machines. Un logiciel utilisé par beaucoup d'internautes est plus fréquemment la cible de pirates informatiques, qu'il s'agisse d'IE, ou à moindre échelle, de Firefox.
Enfin, comme le nom Internet Explorer comporte le mot « Internet », beaucoup d'utilisateurs inexpérimentés peuvent être trompés et assimiler le navigateur à Internet lui-même, ce qui rend difficile l'idée de changement de logiciel navigateur web. Par exemple, dans Windows 95, la version d'Internet Explorer incorporée se lançait depuis le « bureau » par une icône intitulée « Internet ». Or, Internet est un réseau de réseaux d'ordinateurs, alors que les navigateurs ne sont que des logiciels clients pouvant accéder à un aspect particulier d'Internet : le World Wide Web.

## La compétition à l'heure actuelle

Navigateur le plus utilisé par pays, en juin 2015, selon StatCounter :
Google Chrome
Firefox
Safari
UC Browser
SRWare Iron
Internet Explorer
Opera
Android Browser
PhantomJS
No info

En 1998, les développeurs de Netscape ont libéré le code source de Navigator, en le renommant « Mozilla ». Mozilla a par la suite été réécrit entièrement et amélioré sous plusieurs angles. En 2002, Mozilla a atteint la version 1.0 et est devenu populaire dans la communauté du logiciel libre. Plusieurs produits dérivés ont été créés, parmi lesquels Firefox, le navigateur multiplateforme allégé de Mozilla. Mozilla et les navigateurs issus de Mozilla ont créé une niche en expansion dans le marché des navigateurs.
Le navigateur du monde Unix Konqueror fait partie du projet KDE et est en concurrence avec Mozilla sur les systèmes Unix. KHTML, le moteur de Konqueror a également été utilisé par Apple pour son navigateur Safari, qui est maintenant le navigateur par défaut sur Macintosh. Prévu pour Konqueror, KHTML permet à toutes les autres applications KDE d'afficher une page HTML voire d'embarquer un mini navigateur en quelques lignes de code, et plusieurs applications qui ne sont pas des navigateurs à la base s'en servent. Le lecteur de musique Amarok affiche par exemple la biographie présente sur Wikipédia de l'artiste ou du compositeur du morceau écouté. Cette idée a été reprise par Apple, et exploitée par des navigateurs concurrents de Safari (OmniWeb) ou d'autres programmes Macintosh.
En 2003, Microsoft annonçait qu'Internet Explorer 6.0 SP1 serait la dernière version indépendante de son navigateur et que les améliorations futures dépendraient de la prochaine version de Windows (sortie en 2007), dont le nom fut Microsoft Windows Vista. Windows Vista inclut de nouveaux outils comme Windows Presentation Foundation et le XAML (un langage XML propriétaire) qui permettra aux développeurs de créer des applications web extensibles, et que l'on peut approximativement comparer au concept multiplate-forme de Mozilla, le XUL (XML-based user interface language).
En 2009, la Commission européenne classe son enquête sur un éventuel abus de position dominante parce que Microsoft a accepté d'intégrer à Windows 7 un écran multi-choix (« ballot screen »), permettant au consommateur de choisir entre Internet Explorer, Mozilla Firefox, Google Chrome, etc. Voir BrowserChoice.eu.
À la fin des années 2000, Opera dispose d'une petite part sur le marché des micro-ordinateurs, mais est un navigateur populaire sur les appareils mobiles, comme les smartphones, et les consoles de jeu Nintendo (comme la Wii ou la Nintendo DS ou encore la Nintendo DSi). Initialement payante sous la forme d'un partagiciel, puis financée par un bandeau publicitaire ou l'achat d'une licence, sa version PC est devenue totalement gratuite et sans publicités en septembre 2005.
À partir de 2010, la multiplication des smartphones et des tablettes change progressivement la donne. Ces périphériques disposant de plus en plus d'une connexion Internet de qualité suffisante, l'utilisation des navigateurs Safari et Chrome (tous deux basés sur WebKit et respectivement développés par Apple et Google) se multiplie. À partir de 2012 la Mozilla Corporation les rejoint avec le système Firefox OS, et Microsoft avec le système Windows Phone 8. Voir l'article Navigateur mobile.
En 2011, sur les ordinateurs, à la suite d'une grande campagne publicitaire de Google pour promouvoir Google Chrome, son installation était souvent proposée (Google rémunérant des entreprises de logiciels freewares et de sites web pour cela), l'utilisation de Chrome augmente rapidement au détriment principal d'Internet Explorer. Mozilla Firefox conserve son pourcentage d'utilisation.
À la suite de la multiplication des appareils mobiles pouvant disposer d'une connexion permanente, la guerre des navigateurs se trouve relancée : chacune des entreprises de développement et distribution avance des chiffres de parts de marché différents. Les chiffres sont susceptibles de varier fréquemment. Malgré certaines différences, les valeurs données par les statcounter, marketshare.com et w3counter.com sont concordantes.

## Parts de marché
Moyenne en pourcents :
- Chrome (Google) (67,7 %)
- Safari (Apple) (15,4 %)
- Edge + IE (Microsoft) (4,8 %)
- Firefox (Mozilla) (2,9 %)
- Samsung Internet (Samsung Electronics) (2,2 %)
- Opera (Opera Software) (1,5 %)
- Autres (5,5 %)

| Source      | Chrome (Google) | Safari (Apple) | Edge + IE (Microsoft) | Firefox (Mozilla) | Samsung Internet (Samsung Electronics) | Opera (Opera Software) | Autres |
| ----------- | --------------- | -------------- | --------------------- | ----------------- | -------------------------------------- | ---------------------- | ------ |
| StatCounter | 66,3 %          | 18,0 %         | 5,3 %                 | 2,6 %             | 2,3 %                                  | 2,1 %                  | 3,4 %  |
| W3Counter   | 69,1 %          | 12,8 %         | 4,3 %                 | 3,2 %             | 2,1 %                                  | 0,9 %                  | 7,6 %  |
| Moyenne     | 67,7 %          | 15,4 %         | 4,8 %                 | 2,9 %             | 2,2 %                                  | 1,5 %                  | 5,5 %  |